# 煎釀三寶

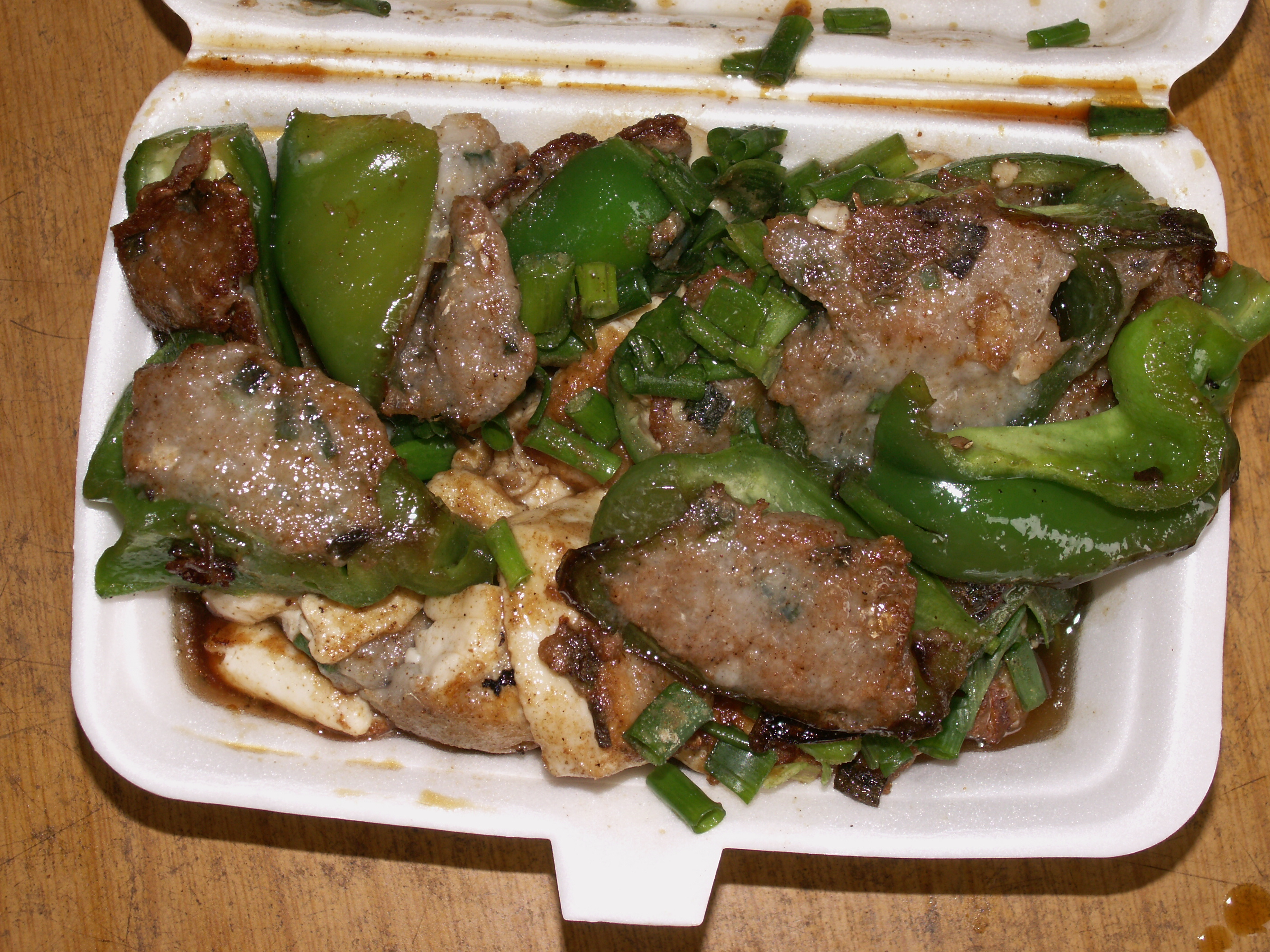
放於盒內的煎釀三寶

煎釀三寶是廣東、香港和澳門地區常見的街頭小吃，也是一種香港傳統小吃。過去大多讓顧客以「七蚊三件」或「十蚊四件」從一堆煎釀食物裡挑選三件（但現在售價因通脹而調整），其中以茄子、青椒和豆腐最受歡迎。除了以上三種食材之外，有部分店鋪還會供應鯪魚肉釀香菇、燈籠椒、苦瓜、西蘭花、香腸和紅腸等。亦會有只用鯪魚肉弄成球狀的魚蛋（非平時常與燒賣一併提起之魚蛋相同）
這種小吃的做法是把新鮮打做的鯪魚肉釀在切件的茄子、青椒和豆卜，或其他較為少見的食物上，放在鐵板上煎香，再蘸上豉油吃，喜歡吃辣的可加點辣椒油；有時亦會使用竹籤串著，像吃魚蛋一樣。一般街邊小吃攤位出售的煎釀三寶內的鯪魚膠（肉泥的鯪魚肉），都會加入大量的麵粉，以減低成本。